# Татаринцев, Александр Григорьевич
Алекса́ндр Григо́рьевич Тата́ринцев (1 октября 1927, пос. Трёхпрудный, Саратовская область — 24 января 2000, Глазов) — советский и российский литературовед, исследователь жизни и творчества А. Н. Радищева и В. Г. Короленко, фольклорист, краевед, кандидат филологических наук, профессор. Отличник просвещения СССР, Заслуженный деятель науки Удмуртской АССР.

## Биография
А. Г. Татаринцев родился 1 октября 1927 года в посёлке Трёхпрудный Балашовского уезда в крестьянской семье.
28 августа 1944 года ушёл добровольцем в Красную Армию. После окончания Вольской лётной школы служил в авиационных частях на территории Австрии, затем в Киевском и Московском военных округах. Демобилизовался в августе 1952 года.
С сентября 1952 по 1956 год учился на филологическом факультете Саратовского государственного университета. В 1956—1960 годах работал директором школы в селе Каменка Пугачёвского района Саратовской области, в 1960—1963 — инспектор районо в городе Пугачёве. В 1963 году поступил в аспирантуру СГУ, в 1966 закончил её и защитил диссертацию на тему «Сатирическое воззвание к возмущению», посвящённую творчеству А. Н. Радищева. С августа 1966 года по сентябрь 1995 работал на кафедре литературы Глазовского госпединститута имени В. Г. Короленко. Умер 24 января 2000 года после тяжёлой болезни.

### Семья
Жена (с февраля 1953) — Ида Антоновна;
- дети — Ольга, Елена.

## Научная деятельность
С августа 1966 года ассистент, доцент, профессор кафедры русской и зарубежной литературы Глазовского госпединститута имени В. Г. Короленко.
Изучая личность, судьбу и творчество В. Г. Короленко, А. Г. Татаринцев привлек к исследованию целое поколение студентов и преподавателей ГГПИ, выступил основателем ставших впоследствии традиционными «Короленковских чтений». Под его непосредственным руководством был выпущен в свет коллективный труд «Глазов в жизни и творчестве В. Г. Короленко». После издания в 1988 году эта книга была высоко оценена литературоведами и давно уже является библиографической редкостью.
А. Г. Татаринцев — инициатор и руководитель научного изучения русской фольклорной традиции Северной Удмуртии. Под его руководством в ГГПИ был создан крупнейший фольклорный фонд в Удмуртии. Также А. Г. Татаринцев изучал краеведение Северной Удмуртии.

### Избранные труды
Литературоведение
- Сатирическое воззвание к возмущению. — Саратов: Изд-во Саратовского ун-та, 1965. — 92 с.
- «Путешествие из Петербурга в Москву» А. Н. Радищева: науч.-метод. пособие. — Пермь: ПГПИ; ГГПИ, 1975. — 55 с.
- Радищев в Сибири. — М.: Современник, 1977. — 269 с.
- Сын отечества: об изучении жизни и творчества А. Н. Радищева: пособ. для учителей. — М.: Просвещение, 1981. — 126 с.
- Радищев А. Н. Архивные разыскания и находки. — Ижевск: Удмуртия, 1984. — 272 с.
- Глазов в жизни и творчестве В. Г. Короленко / Глазов. гос. пед. ин-т; сост. и науч. ред. А. Г. Татаринцев. — Ижевск: Удмуртия, 1988. — 128 с.

Фольклористика
- Русский фольклор Удмуртии: Песни. Сказки. Частушки / Сост., вст. статья и примечания А. Г. Татаринцева. — Ижевск, 1977.
- Фольклор пос. Кузьма Кезского района Удмуртской АССР // Проблемы изучения русского народного поэтического творчества. Выпуск 6. — М., 1979. (в соавт. с Т. А. Крапивиной)
- Варианты песни «Узник» в русском фольклоре Удмуртии // Проблемы изучения народного поэтического творчества. Выпуск 7. — М., 1980.
- Русский фольклор Удмуртии / Сост. А. Г. Татаринцев. — Ижевск: Удмуртия, 1990. 368 с.

## Память
В ГГПИ им. В. Г. Короленко регулярно проводятся научно-практические конференции в память А. Г. Татаринцева — Татаринцевские чтения.